# 是永千恵
是永 千恵（これなが ちさと、1995年2月20日 - ）は、NHKのアナウンサー。

## 来歴
父の仕事の都合で、ロサンゼルスで生まれる。香川県綾歌郡綾川町出身。高松第一高等学校、法政大学社会学部卒業後、2017年4月NHK入局。初任地は鳥取放送局。2021年札幌放送局、2024年4月東京アナウンス室へ異動。
2024年4月から『NHKニュースおはよう日本』（サブキャスター・平日）担当となることが同年2月14日に発表された。

## 嗜好・挿話
- 高校時代は陸上部で短距離走選手だった。
- 2016年9月、法政大学「卒業学位記交付式」の司会を務めた経験がある[5]。
- 学生時代よりYUKIのファンであり、番組での函館ロケに感激したことを記している[6]。
- 身長166cmであることを明らかにしている[7]。

## 現在の担当番組
- NHKニュースおはよう日本〈祝日を除く月曜 - 金曜〉（サブキャスター兼スポーツキャスター：2024年4月1日[4] - ）
- ニュース・気象情報（午前10時の定時ニュース）〈祝日を除く月曜 - 金曜〉
- さわやか自然百景 （2022年4月10日「北海道 千歳川」、2022年5月8日「北海道 風蓮湖 冬から早春」、2024年1月21日「十勝平野 命をつなぐ防風林」）- ナレーション

## 過去の担当番組

### 鳥取放送局時代（2017年度 - 2020年度）

#### テレビ
- どーも、NHK（2017年6月4日） - 新人お披露目
- やしろ荘でごにょごにょ
- いちおしNEWSとっとり（リポーター）
- いろ★ドリ（不定期）
- 鳥取県のニュース・中継・リポート
- 西日本豪雨特設ニュース（2018年7月7日） - 鳥取放送局より災害状況を伝えた（全国放送）。
- 第90回記念選抜高等学校野球大会（2018年3月23日） - アルプスリポーター
- 第100回全国高等学校野球選手権記念大会（2018年8月11日） - ふるさとリポーター
- アイデア対決・全国高等専門学校ロボットコンテスト2018中国地区大会（2018年12月21日） - 司会
- 平成ネット史（仮）（2019年1月2日・3日） - 司会
- 第91回選抜高等学校野球大会（2019年3月23日） - アルプスリポーター

### 札幌放送局時代（2021年度 - 2023年度）

#### テレビ
- うまいッ!（2021年9月20日）『北の大地で育てたホクホク!じゃがいも〜北海道・倶知安町〜』ナビゲーター
- ロコだけが知っている（2021年12月8日）「話題のご近所旅行楽しむ達人▽新企画!全市町村アンケート北海道」スタジオ進行
- NHKのど自慢予選会IN岩内町（2022年8月28日、石狩・空知・後志・胆振・日高地方向け） - ナレーション
- 179～あなたのマチにおじゃまします～ - 進行
  - 「道央 石狩・空知出張編」（2022年10月28日）
  - 「道央 十勝出張編」（2022年12月2日）
  - 「道南出張編」（2023年2月3日）
  - 「オホーツクエリア出張編」（2023年3月24日）
- おはよう北海道土曜プラス - キャスター（堀若菜と隔週で出演）
- ほっとニュース北海道・ほっとニュース道央いぶりDAYひだか（キャスター：2023年4月3日 - 2024年3月22日）
  - キャスター就任前に石川晴香のキャスター代行（2022年7月25日 ‐ 27日、10月5日 - 7日、12月19日、2023年1月30日）を担当した。
- ひむバス! - バスガイド（アシスタント）
  - 第6弾 北海道南富良野町&中野サンプラザ[注釈 1]（2023年7月19日）
- NHKニュースおはよう日本（2023年7月22日 - 23日） - 寺門亜衣子の代理キャスター
- 北海道道
  - 「北海道を書く 作家・河崎秋子」（2024年3月1日） - ナレーション
- ほっとニュース845（不定期）
- ニュース北海道645（不定期）

#### ラジオ
- 北海道まるごとラジオ（2023年2月9日・2024年3月7日、ラジオ第1）

### 東京アナウンス室時代（2024年度 - ）
- ひむバス! - バスガイド（アシスタント）
  - 第14弾 岐阜・関ケ原町（2024年10月31日）
- NHKニュースおはよう日本
  - 首藤奈知子の代理キャスター（2024年12月24日 - 27日、2025年2月17日 - 20日 、3月10日 - 12日）
  - 赤木野々花の代理キャスター（2025年7月19日）
  - 中山果奈の代理キャスター（2025年8月18日 - 21日）

## 同期のNHKアナウンサー
- 片平和宏
- 後藤佑太郎
- 瀬戸光
- 鳥山圭輔
- 中原真吾
- 堀菜保子（退職→みずほリサーチ&テクノロジーズ→東京大学大学院教育学研究科）
- 増村聡太
- 松井大
- 森田茉里恵
- 矢崎智之
- 山内泉